# Shuttle Carrier Aircraft
Shuttle Carrier Aircraft (SCA, hrv. Zrakoplov nosač Shuttlea) je znatno modificirana verzija putničkog mlažnjaka Boeing 747, kojeg NASA koristi za prijevoz Space Shuttle orbitera. Izrađena su dva primjerka, jedan je bivši 747-100, dok je drugi verzija kratkog doleta 747-100SR.
SCA se koristio za prijevoz Space Shuttlea s mjesta slijetanja natrag u lansirni kompleks svemirskog centra Kennedy na Floridi u SAD-u, ili preciznije u Shuttle Landing Facility, i za ili iz bilo koje druge lokacije isuviše udaljene za prijevoz orbitera zemaljskim putem. Orbiter se montirao na SCA uređajima za spajanje-odvajanje, nalik na velike portalne dizalice koje podižu orbiter s tla radi servisiranja nakon leta, te se potom spaja sa SCA radi prijevoza.
Za vrijeme testiranja prilaženja i slijetanja 1977., Shuttle je u zraku otpuštan sa zrakoplova nosača, te je orbiter pod vlastitom kontrolom jedrio do slijetanja.

## Dizajn i razvoj
Prvi zrakoplov, Boeing 747-100, registarska oznaka N905NA  Arhivirana inačica izvorne stranice od 28. prosinca 2009. (Wayback Machine), bio je izvorno izrađen za American Airlines, čije su oznake na bokovima zrakoplova bile vidljive još za vrijeme testiranja Enterprisea 1970-ih. Nabavljen je 1974., te isprva korišten za ispitivanja izlaznog vrtložnog strujanja, kao dijela šireg istraživanja NASA-inog centra za istraživanje leta Dryden (Dryden Flight Research Center, DRFC).
Zrakoplov je 1976. opsežno modificirao Boeing. Kabina je ispražnjena, nadodani su potpornji za montiranje, i trup je ojačan; postavljeni su vertikalni stabilizatori na rep radi povećanja stabilnosti prilikom transporta orbitera, i također su nadograđeni motori i avionika. Ugrađen je sustav tunela za bijeg u slučaju opasnosti, sličan onome korištenom na prvim testiranjima Boeinga 747, koji je uklonjen nakon dovršenja testiranja prilaženja i slijetanja (Approach and Landing Tests, ALT) radi mogućnosti usisavanja članova posade u motore prilikom spašavanja.
Kao mogući nosač za Shuttle, NASA je također je uzela u obzir C-5 Galaxy, ali konačni izbor je pao na 747 dijelom radi dizajna niskih krila u usporedbi s visokim krilima C-5, i dijelom radi situacije u kojoj bi Američko ratno zrakoplovstvo zadržalo vlasništvo nad tim zrakoplovom, dok bi s Boeingom 747, NASA raspolagala kao vlastitim zrakoplovom.
Let s dodatnim aerodinamičkim otporom i težinom orbitera nameće ograničenja u visini leta i potrošnji goriva. Dolet je smanjen na 1000 nautičkih milja (1850 km),u usporedbi s doletom bez tereta od 5500 nautičkih milja (10 100 km), što SCA prisiljava na nekoliko slijetanja i opskrbi gorivom prilikom transkontinentalnog leta. S ukrcanim orbiterom, maksimalna je visina leta 5000 metara i najveća brzina Mach 0,6, te je potrebno 170 ljudi i tjedan dana rada za pripremu leta SCA zajedno s orbiterom.
Vršena su istraživanja o mogućnosti opremanja SCA sustavom zračnog nadolijevanja goriva, modifikacija koja je već primijenjena na zrakoplovu američkog ratnog zrakoplovstva E-4 (modifcirani 747-200). Međutim, za vrijeme formacijskog leta sa zrakoplovom tankerom radi testiranja prilaženja za opskrbu gorivom, otkrivene su kod N905NA manje pukotine na vertikalnom stabilizatoru. Iako vjerojatno nisu bile uzrokovane tim testiranjima, smatralo se da nema smisla poduzimati nepotrebne rizike. Kako nije bilo neposredne potrebe za zračnom opskrbom gorivom, testiranja su napuštena.
Ranih 1980-ih, SCA N905NA nije više isticao crveno-bijelo-plavu American Airlines dekorativnu traku na podlozi metalno srebrnog trupa. NASA ih je zamijenila vlastitom livrejom, bijelim trupom i plavom trakom.
1988., nakon katastrofe Challengera, NASA je nabavila 747-100SR od Japan Airlinesa. Registriran N911NA  Arhivirana inačica izvorne stranice od 11. lipnja 2009. (Wayback Machine), ušao je u NASA-inu službu 1990. nakon sličnih modifikacija primijenjenih na N905NA. Prvi puta je korišten za prijevoz novog Shuttlea Endeavoura od proizvođača u Palmdaleu, u Kaliforniji do Svemirskog centra Kennedy.
Dva zrakoplova funkcionalno su identična, iako N911NA ima deset prozora na svakoj strani gornje palube, dok ih N905NA ima samo dva. Na N905NA, stražnje mjesto za montažu označeno je ironičnom uputom "Pričvrstiti orbiter ovdje", s predostrožnom opaskom "Crna strana dolje".
Nakon umirovljenja Space shuttle programa, 2012. oba su zrakoplova povučena iz službe.

## Specifikacije
Podaci: Boeing 747-100 specifications

### Generalne karakteristike
- Posada: 4: pilot, ko-pilot, 2 inženjera leta (1 inženjer leta ako Shuttle nije ukrcan)[9]
- Dužina: 70,5 m
- Raspon krila: 59,7 m
- Visina: 19,3 m
- Površina krila: 510 m²
- Težina praznog zrakoplova: 144 200 kg
- Maksimalna težina: 322 000 kg
- Motor: 4 turboventilatorska motora Pratt & Whitney JT9D-7J, 222 kN potiska svaki

### Performanse
- Brzina krstarenja: Mach 0,6 (397 čvorova, 735 km/h)
- Dolet: 1000 nmi, 1850 km, s ukrcanim shuttleom
- Visina leta: 4500 m, (s Shuttleom)

## Popularna kultura
U uvodnoj sekvenci filma Operacija Svemir (1979.), iz serijala o Jamesu Bondu, Space Shuttle je lansiran s Boeinga 747-100 usred leta, što uzrokuje eksploziju zrakoplova nosača. (U stvarnosti to nije moguće jer je gorivo za glavne motore Space Shuttlea uskladišteno isključivo u vanjskom tanku.)

## Galerija
- SCA i Atlantis u letu nad južnokalifornijskom pustinjom. Povratak u svemirski centar "Kennedy" nakon slijetanja misije STS-125 u zrakoplovnu bazu "Edwards".[12]
- Oba zrakoplova SCA zajedno u centru "Dryden".
- Prvi slobodni let orbitera Enterprise 1977, radi programa ispitivanja prilaženja i slijetanja (Approach and Landing Tests).
- SCA i Endeavour slijeću u Svemirski centar "Kennedy" 1997.

### Slični zrakoplovi
- Antonov An-225
- Mjasišev VM-T

## Vanjske poveznice
- NASA fact sheet - nasa.gov   Arhivirana inačica izvorne stranice od 6. siječnja 2021. (Wayback Machine)
- NASA SCA foto galerija - dfrc.nasa.gov   Arhivirana inačica izvorne stranice od 24. veljače 2021. (Wayback Machine)
- NASA SCA foto galerija - dfrc.nasa.gov   Arhivirana inačica izvorne stranice od 20. lipnja 2009. (Wayback Machine)
- NASA SCA filmovi - dfrc.nasa.gov   Arhivirana inačica izvorne stranice od 26. lipnja 2009. (Wayback Machine)
- The World's Greatest Piggyback Ride - nasa.gov   Arhivirana inačica izvorne stranice od 16. ožujka 2010. (Wayback Machine)
- NASA Shuttle Carrier Aircraft (SCA) - theaviationzone.com   Arhivirana inačica izvorne stranice od 12. svibnja 2009. (Wayback Machine)